# Powys

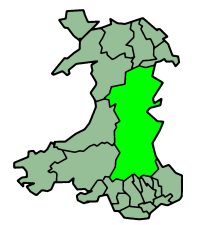
Condado de Powys

Powys é um condado preservado do País de Gales. 
Em Powys localiza-se o O Centro de Tecnologia Alternativa com o seu funicular

## Geografia
Actualmente, Powys cobre os antigos condados de Montgomeryshire e Radnorshire, grande parte de Brecknockshire e uma pequena área de Denbighshire. É a principal região do País de Gales, em área, numa extensão total de 5.196km².
Faz fronteira a norte com Gwynedd, Denbighshire e Wrexham; a oeste com Ceredigion e Carmarthenshire; a este com a Inglaterra (condados de Shropshire e Herefordshire); e a sul com Rhondda Cynon Taff, Merthyr Tydfil, Caerphilly, Blaenau Gwent, Monmouthshire e Neath Port Talbot.
Powys é uma região montanhosa e rural.

## Demografia
A sua população é de 131.100 habitantes (censo de 2006), e tem uma densidade populacional de 25 hab./km².

## Governo
Powys foi criado em 1 de Abril de 1974, tendo os distritos de Montgomery e Radnor, e Brecknock sob a sua administração.
Em 1 de Abril de 1996, os distritos foram abolidos, e Powys tornou-se uma autoridade unitária